# Cecidomyia hirta
Cecidomyia hirta är en tvåvingeart som först beskrevs av Marshall 1896.  Cecidomyia hirta ingår i släktet Cecidomyia och familjen gallmyggor. Inga underarter finns listade i Catalogue of Life.